# Afvoerventiel

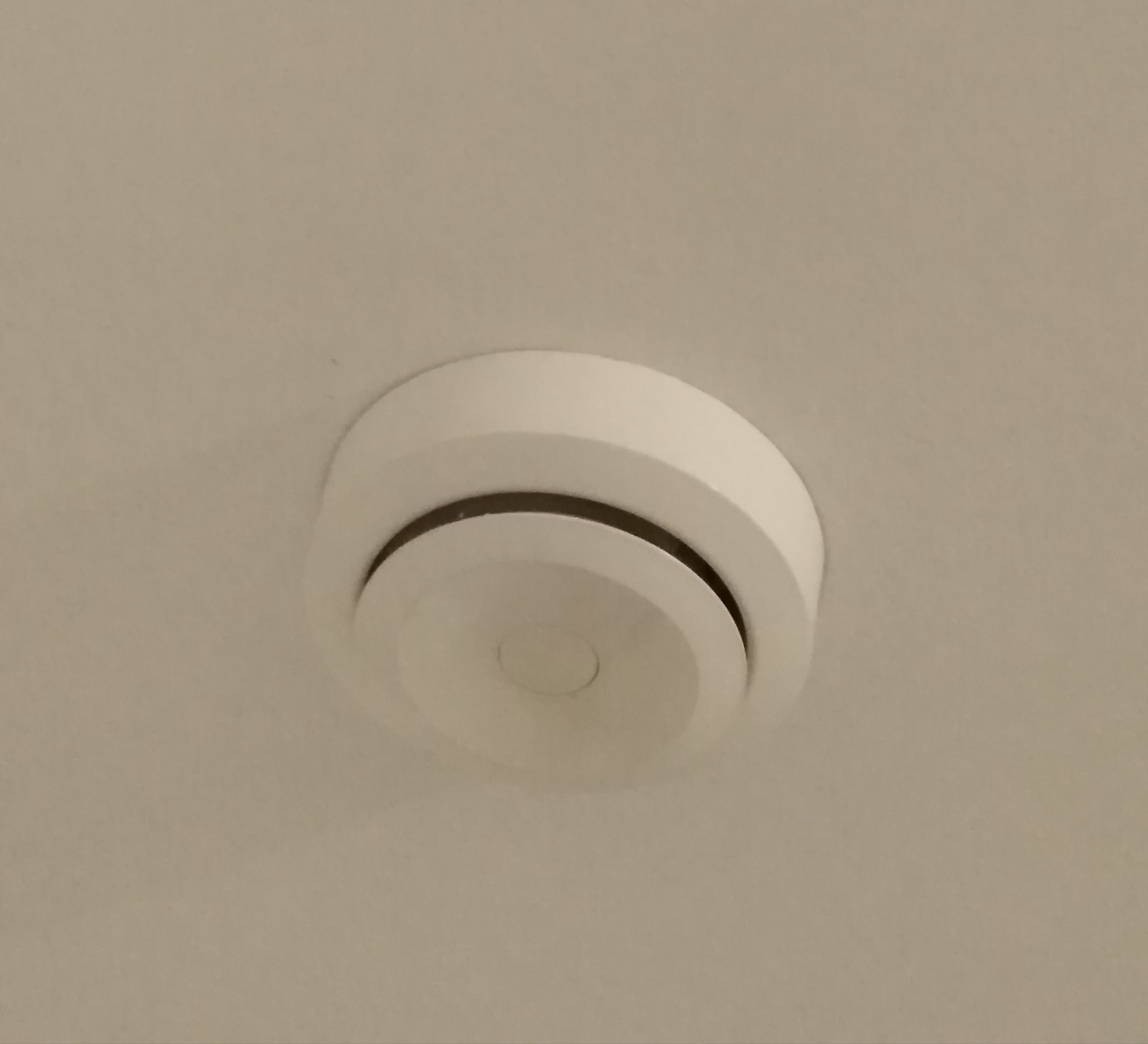
een afvoerventiel aan het plafond van een huiskamer

Een afvoerventiel wordt gebruikt om afvoerkanalen van een ventilatie dicht te kunnen maken. Het wordt meestal van kunststof gemaakt. Sommige beschikken een inbouw klemveer. De binnenkant bevat soms een sponsachtig filter. Het zit meestal aan een plafond of wand.